# شیرجه در المپیک تابستانی ۱۹۴۸

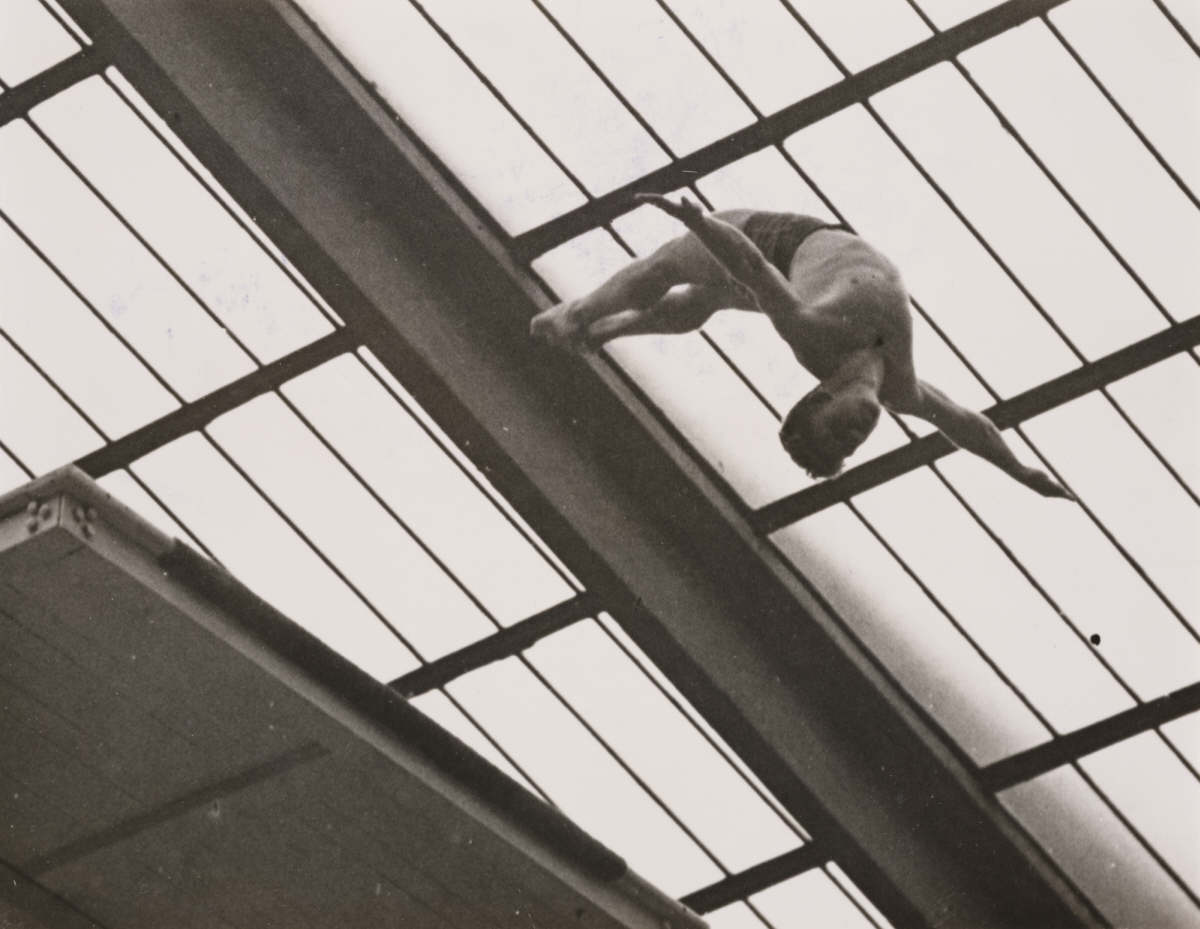
شیرجه بازیکن آمریکایی در این مسابقات

شیرجه در بازی‌های المپیک تابستانی ۱۹۴۸ نام رویداد ورزش شیرجه در بازی‌های المپیک تابستانی بود که در سال ۱۹۴۸ برگزار شد.

## جدول مدال‌ها
| رتبه  | کشور                      | طلا | نقره | برنز | مجموع |
| ۱     | ایالات متحده آمریکا (USA) | ۴   | ۴    | ۲    | ۱۰    |
| ۲     | دانمارک (DEN)             | ۰   | ۰    | ۱    | ۱     |
| ۲     | مکزیک (MEX)               | ۰   | ۰    | ۱    | ۱     |
|       |                           |     |      |      |       |
| مجموع | مجموع                     | ۴   | ۴    | ۴    | ۱۲    |